# Donald Wuerl

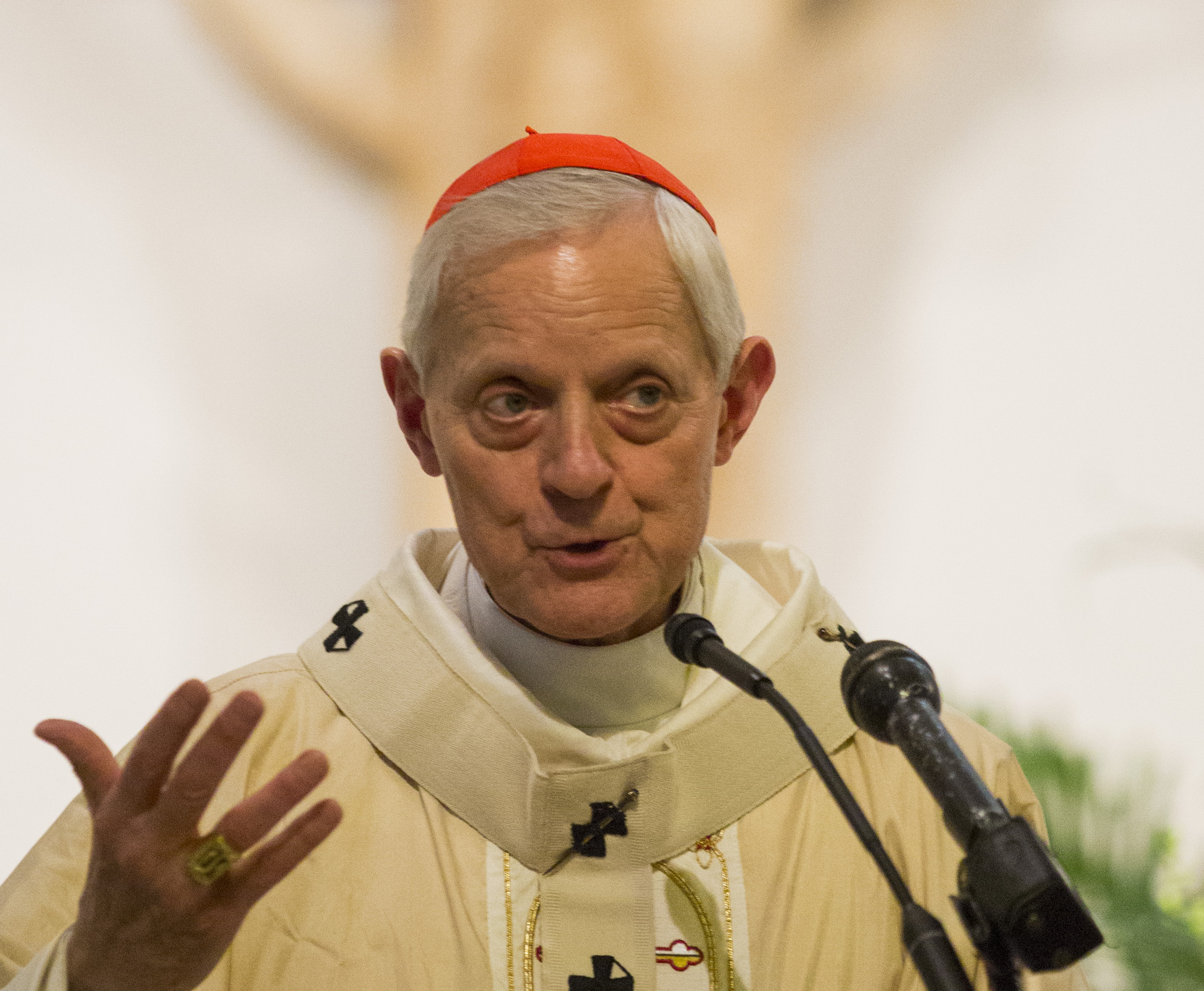
Donald Kardinal Wuerl (2015)

Donald William Kardinal Wuerl (* 12. November 1940 in Pittsburgh, USA) ist US-amerikanischer Geistlicher und emeritierter römisch-katholischer Erzbischof von Washington. Er ist seit 2010 Kardinal der römisch-katholischen Kirche.

## Leben

Wappen von Donald Kardinal Wuerl

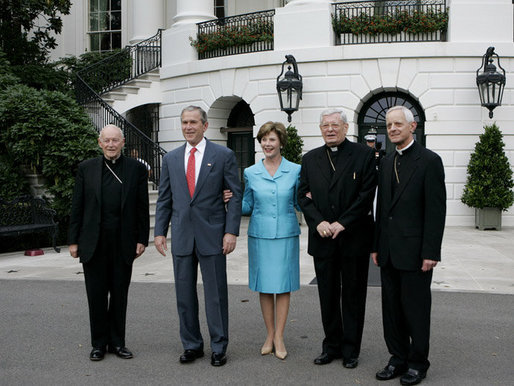
Präsident George W. Bush und Laura Bush begrüßen den scheidenden Erzbischof von Washington, Kardinal McCarrick (links), den neuen Erzbischof von Washington, Donald Wuerl (ganz rechts), und den Nuntius Pietro Sambi im Weißen Haus.

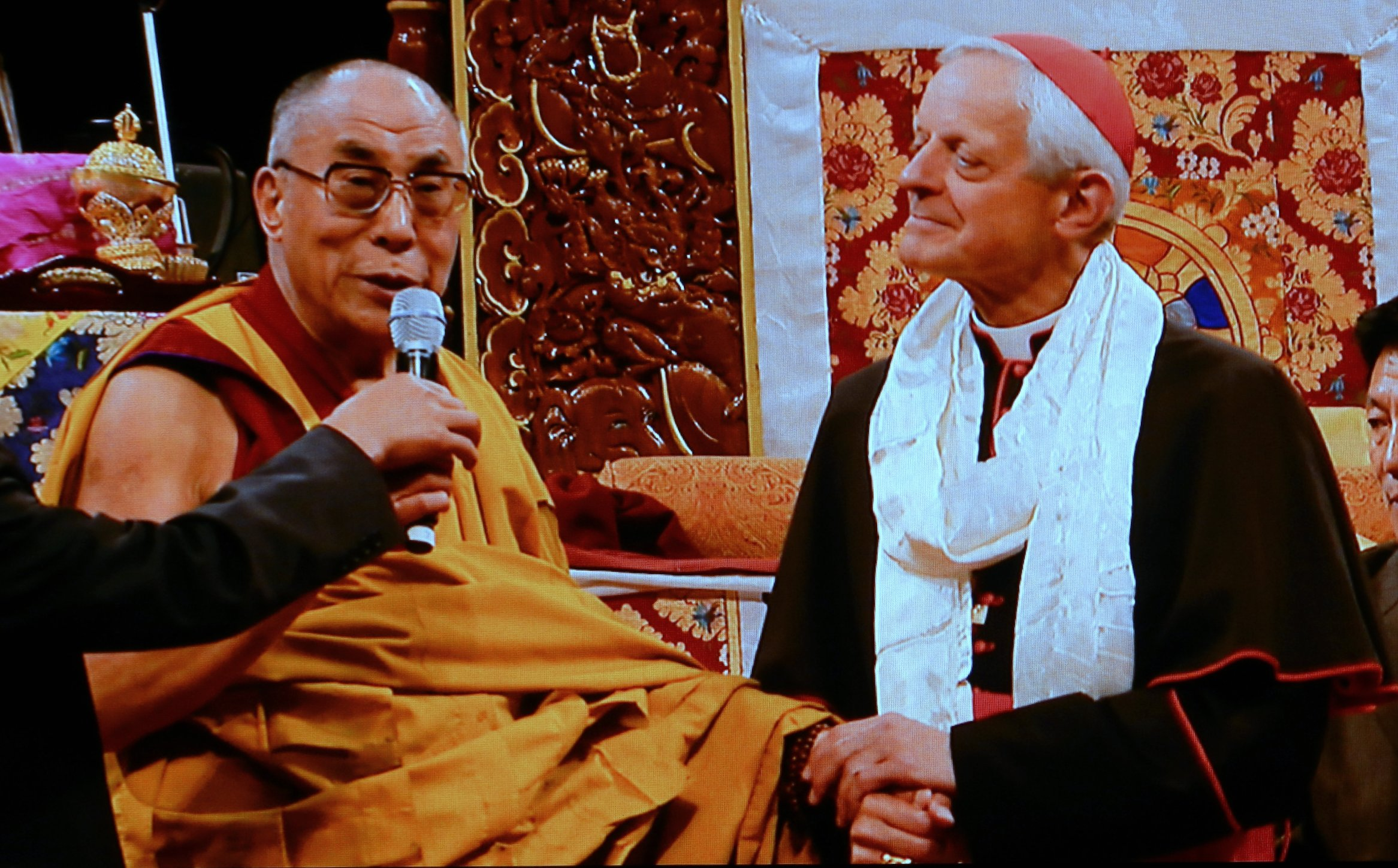
Kardinal Wuerl mit dem Dalai Lama

Donald W. Wuerl studierte Theologie und Philosophie am Päpstlichen Nordamerika-Kolleg und empfing am 17. Dezember 1966 durch den Rektor des Kollegs, Bischof Francis Frederick Reh, das Sakrament der Priesterweihe. Er studierte an der Katholischen Universität von Amerika in Washington und an der Päpstlichen Universität Gregoriana in Rom. An der Päpstlichen Universität Heiliger Thomas von Aquin in Rom wurde er in Theologie promoviert. 1968 wurde Wuerl Sekretär von John Joseph Wright, dem damaligen Bischof von Pittsburgh. Als dieser 1969 zum Präfekten der Kongregation für den Klerus ernannt wurde, folgte Wuerl Wright nach Rom und war bis 1980 Minutant bei der Kleruskongregation. In dieser Zeit arbeitete er auch für die englischsprachige Ausgabe der Zeitschrift L’Osservatore Romano. 1980 kehrte Wuerl nach Pittsburgh zurück und wurde Vizerektor des dortigen Priesterseminars, von 1981 bis 1985 war er dessen Rektor.
Am 30. November 1985 wurde er von Papst Johannes Paul II. zum Titularbischof von Rossmarkaeum und zum Weihbischof in Seattle ernannt. Die Bischofsweihe empfing er am 6. Januar 1986 in Rom durch den Papst persönlich; Mitkonsekratoren waren Kardinalstaatssekretär Agostino Casaroli und der Kardinalpräfekt der Kongregation für die Bischöfe, Bernardin Gantin. Zwischen Wuerl und Erzbischof Raymond Gerhardt Hunthausen kam es zu Konflikten aufgrund Hunthausens liberalen Positionen. Nachdem die Leitung des Erzbistums Seattle zwischen Hunthausen und Wuerl aufgeteilt wurde, legte der Weihbischof am 26. Mai 1987 sein Amt nieder. Er erklärte, diese Form der Zusammenarbeit zwischen ihm und Hunthausen „funktionierte nicht“.
Am 11. Februar 1988 wurde er zum Bischof von Pittsburgh ernannt. Am 16. Mai 2006 ernannte ihn Papst Benedikt XVI. als Nachfolger von Theodor Edgar Kardinal McCarríck zum Erzbischof von Washington und somit zum Oberhirten eines Diasporabistums mit einem Katholikenanteil von lediglich 14 %.
Er war Vorsitzender der Kommission für die Glaubenslehre und Mitglied verschiedener anderer Komitees der Bischofskonferenz der Vereinigten Staaten. 
Wuerl ist seit 1999 Kaplan des Malteserordens in den USA, zudem Kolumbusritter. Er engagiert sich für zahlreiche Sozialprojekte im Heiligen Land und ist Großoffizier des Päpstlichen Ritterordens vom Heiligen Grab zu Jerusalem. Seine Werke The Teaching of Christ und The Catholic Way sind Bestseller.
Im feierlichen Konsistorium vom 20. November 2010 nahm ihn Papst Benedikt XVI. als Kardinalpriester mit der Titelkirche San Pietro in Vincoli in das Kardinalskollegium auf.
Kardinal Wuerl nahm nach dem Rücktritt Benedikts XVI. am Konklave 2013 teil, in dem Papst Franziskus gewählt wurde.
Am 12. Oktober 2018 nahm Papst Franziskus Erzbischof Wuerls Amtsverzicht an. Der Papst ernannte ihn für die bis zum 21. Mai des folgenden Jahres währende Zeit der Sedisvakanz zum apostolischen Administrator.

## Wirken
Im Januar 2017 kritisierte er den von Donald Trump verhängten Einreisestopp für Bürger aus mehrheitlich muslimischen Ländern und warnte in einem Schreiben an die Priester des Erzbistums Washington vor einem Aufnahmestopp von Flüchtlingen.
Im Sommer 2018 kritisierte ein Untersuchungsbericht der Grand Jury des Bundesstaates Pennsylvania Wuerl wegen seines Umgangs mit sexuellem Missbrauch im Bistum Pittsburgh. Am 16. August 2018 nahm das Erzbistum Washington die Website Wuerl Report, die es zur Inschutznahme Wuerls gegen Vorwürfe bezüglich der Missbrauchsfälle von Pennsylvania eingerichtet hatte, nach öffentlicher Kritik vom Netz.

## Mitgliedschaften
Kardinal Wuerl war Mitglied folgender Dikasterien der Römischen Kurie:
- Kongregation für die Glaubenslehre (seit 2012)[10]
- Kongregation für den Klerus (seit 2010[11], bestätigt 2014[12])
- Kongregation für die Bischöfe (seit 2013)[13]
- Päpstlicher Rat zur Förderung der Einheit der Christen (seit 2010)[11]
- Päpstlicher Rat für die Kultur (seit 2011)[14]

sowie
- Mitglied der Kardinalskommission der Güterverwaltung des Apostolischen Stuhls